# Lysiphlebia rugosa
Lysiphlebia rugosa är en stekelart som beskrevs av Petr Starý och Evert I. Schlinger 1967. Lysiphlebia rugosa ingår i släktet Lysiphlebia och familjen bracksteklar. Inga underarter finns listade i Catalogue of Life.